# Kirk Maughold

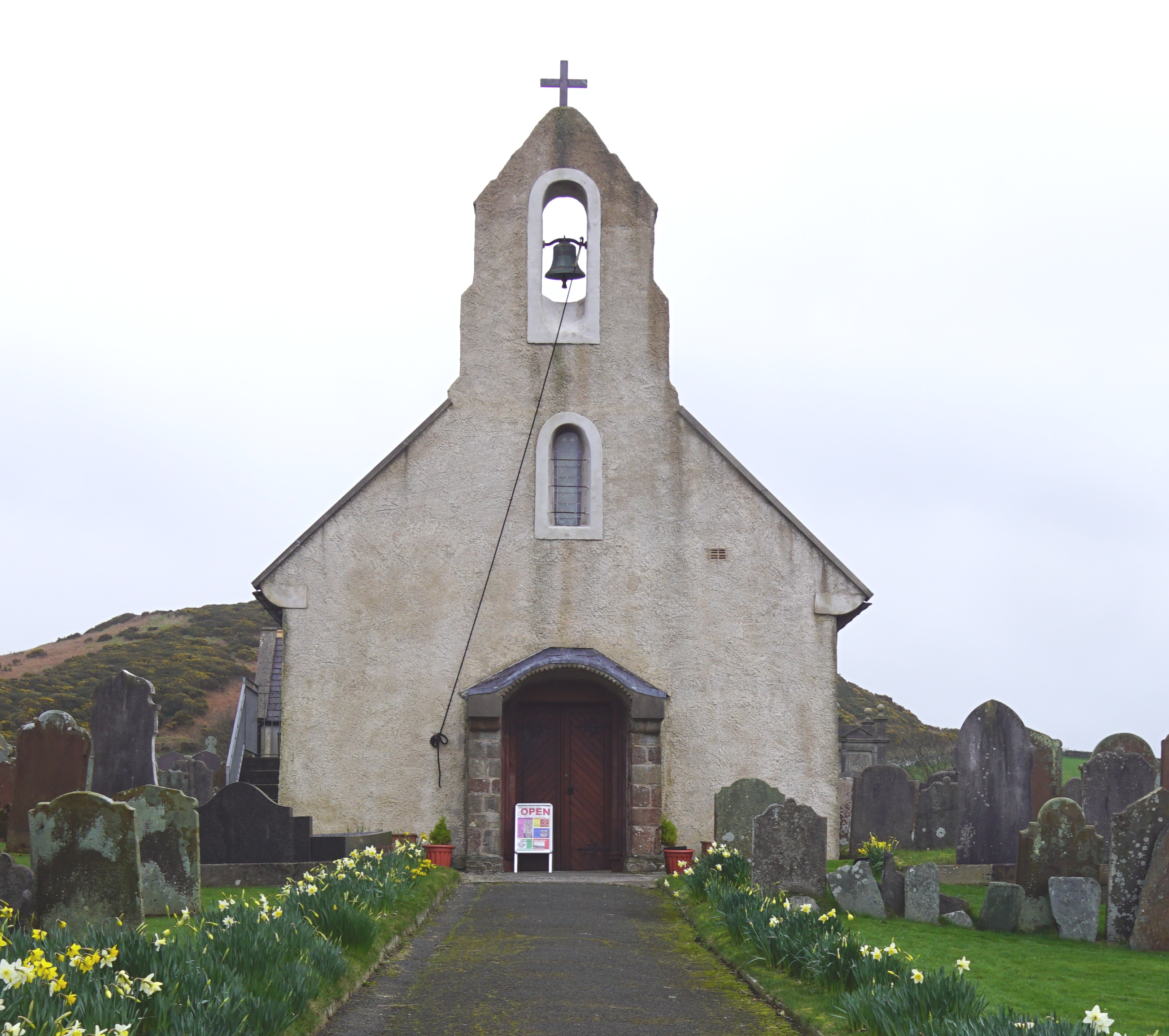
Kirk Maughold

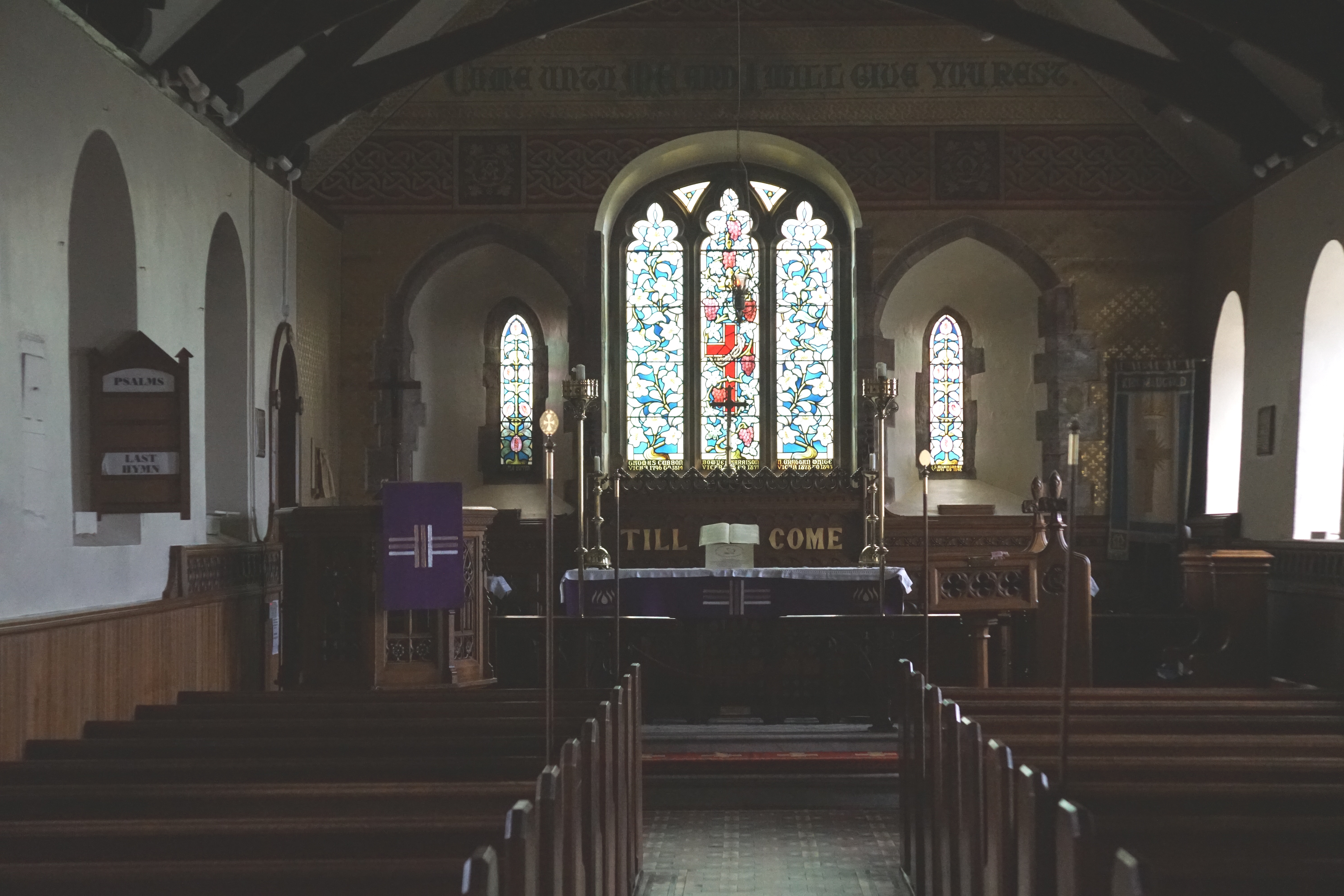
Interieur

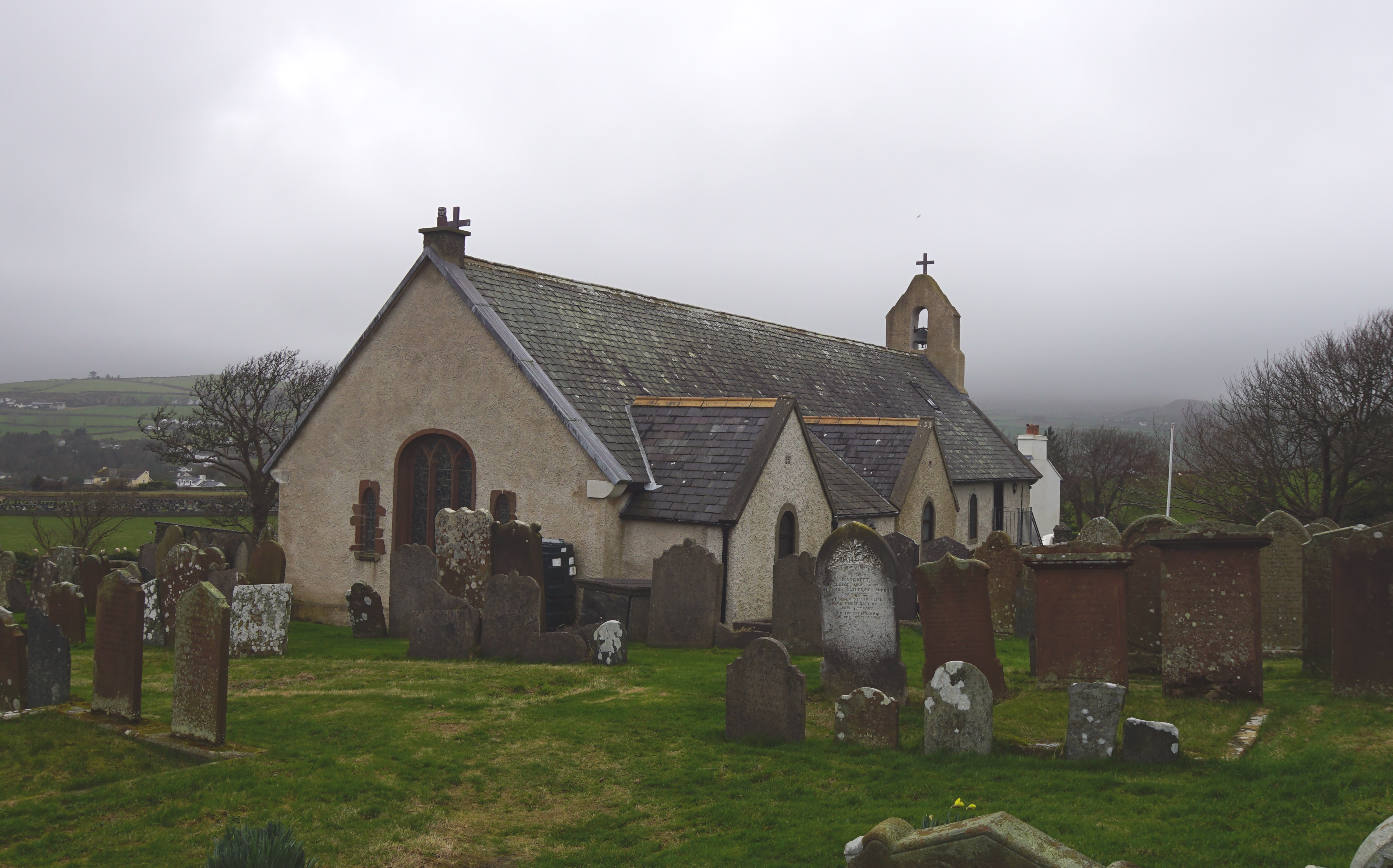
Vanuit het noordoosten

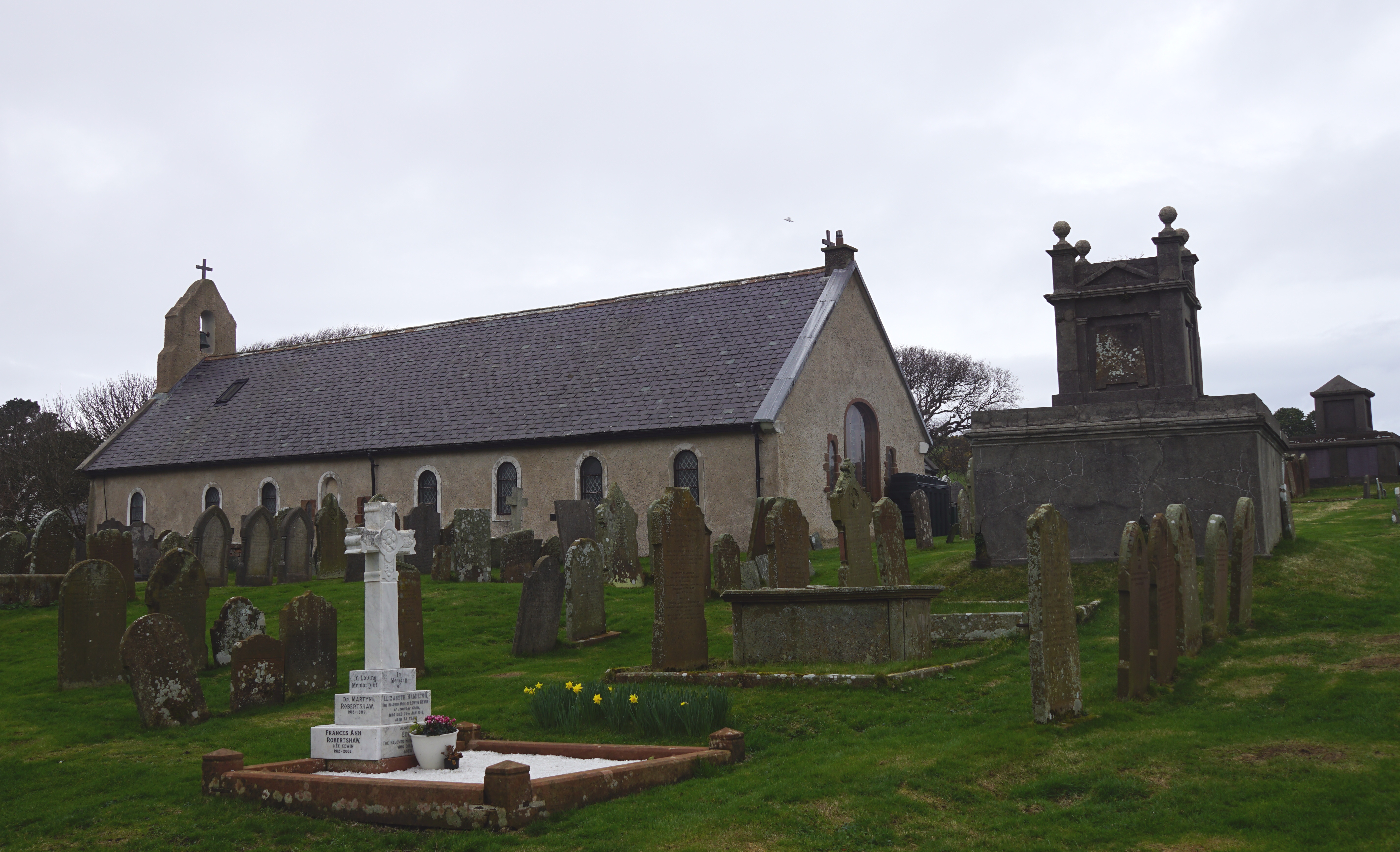
Kirk Maughold vanuit het zuidoosten, met rechts het Christian Tommy Neddy Mausoleum

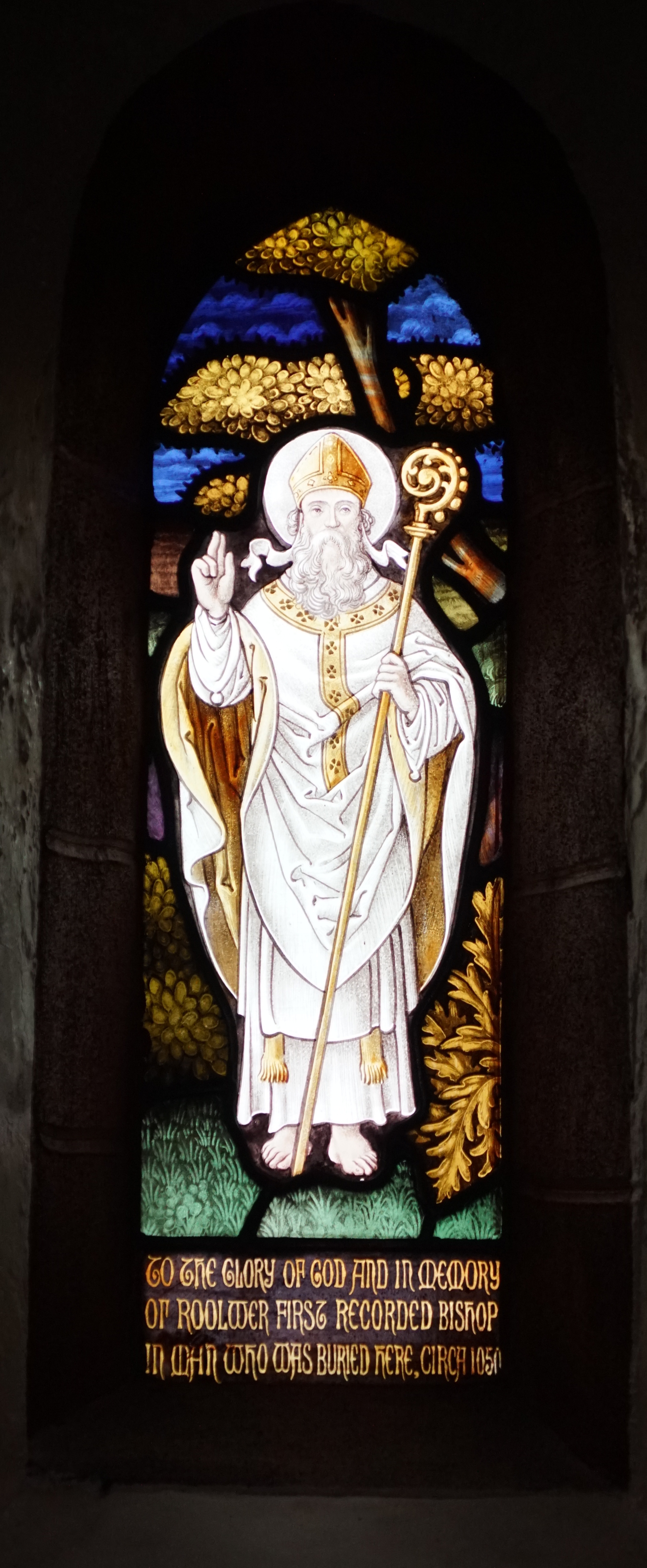
Glas-in-loodraam met een afbeelding van Rioolwer, de eerste bisschop van Man

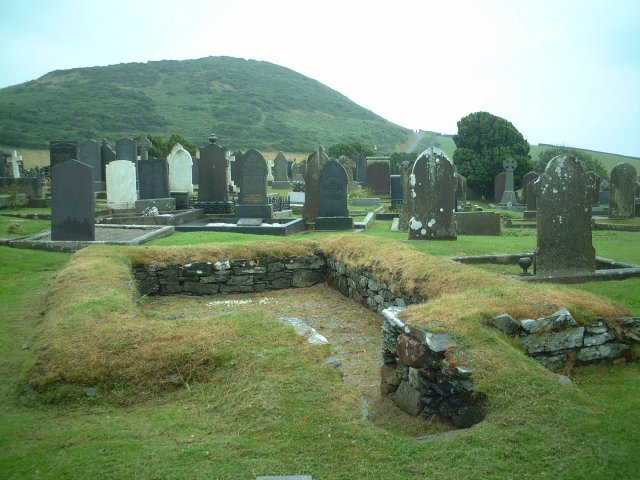
Een van de kapellen (keeills) op de begraafplaats.

Kirk Maughold, ook Maughold Church, is een vermoedelijk twaalfde-eeuwse kerk, gelegen in Maughold ten zuiden van Ramsey in de parish Maughold op het eiland Man. 
De kerk is gewijd aan Maughold, een Ierse balling die door Sint-Patrick bekeerd zou zijn en voor zijn zonden stuurloos de zee op werd gestuurd in een bootje, waarmee hij landde op het eiland Man en daar voor zijn missionariswerk uiteindelijk tot bisschop werd benoemd.

## Geschiedenis
Op deze plek bevond zich in de vroege middeleeuwen een keltische kloosternederzetting. In het gebied van de huidige begraafplaats van 1,4 hectare groot werd ergens tussen 500 en 600 of wellicht in de vroege achtste eeuw een keltisch klooster gesticht. Het belang hiervan wordt benadrukt doordat overgeleverde documenten aangeven dat de eerste bisschop van Man, Rolf/Roolwer (Hrdlfr), hier werd begraven. In 1299 werd Furness Abbey eigenaar van de kloostergronden wat het einde betekende van de kloostergemeenschap. Sporen van de aarden wal en greppel om de kloosternederzetting heen waren in de achttiende eeuw nog zichtbaar. Er is wel een grote hoeveelheid middeleeuwse grafkruisen bewaard gebleven. 
In de kloosternederzetting bevonden zich in ieder geval vier kapellen, waarvan de twee best bewaarde bekend staan als de Northern keeill (Noordelijke kapel) en de Eastern keeill (Oostelijke kapel). Hiervan zijn de fundamenten nog zichtbaar. 
Kirk Maughold werd in de twaalfde eeuw gebouwd op de fundaties van een eerder gebouw dat anders was georiënteerd. 
in de dertiende eeuw werd het koor aangebouwd tegelijk met het drievoudige raam dat later in de gevelmuur achter het altaar werd geplaatst (het huidige oostraam is een replica).  Ook de twee zijramen dateren vermoedelijk uit de dertiende eeuw. Aan de westzijde van het schip bevonden zich ooit een zuidelijke en noordelijke toegang maar die werden in de jaren zeventig van de achttiende eeuw dichtgemetseld om meer zitplaatsen mogelijk te maken, samen met de aanleg van een westelijke galerij die toegankelijk is via een trap van buiten de kerk.  In 1900 bouwde George Kay een sacristie en ketelruimte aan de noordwestelijke zijde van de kerk aan. Hij verwijderde het middeleeuwse oostraam en verving het gros van het interieur zoals de banken en de preekstoel. De glasinloodramen dateren eveneens uit 1900. Op de galerij staat sinds 1965 een orgel.
In 1907 werd in de zuidwestelijke zijde van de begraafplaats door Rigby & Heslop een afdak gebouwd om de middeleeuwse kruisen tegen de elementen te beschermen.  Dit Cross house is enkel aan de noordzijde open.

## Beschrijving
Kirk Maughold is gelegen aan de oostzijde van het dorp Maughold min of meer in de bocht van de Maughold Road. De kerk heeft een rechthoekige plattegrond en is west-oostelijk georiënteerd. Op de westgevel bevindt zich een klokkentorentje. Om de kerk heen ligt een begraafplaats. Aan de zuidwestelijke zijde bevindt zich een afdak waaronder een grote verzameling vroeg middeleeuwse kruisen is geplaatst.
De kerk is verschillende keren aangepast, maar her en der zijn nog sporen te zien van het originele metselwerk van circa 1200, bijvoorbeeld boven de westelijke portaal dat dateert uit de negentiende eeuw. In de kerk bevinden zich twee kleine twaalfde-eeuwse ramen uitgevoerd in gotische stijl en gemaakt van rode zandsteen in de zuidelijke muur van het schip.
In de kerk staat sinds 1989 het dertiende-eeuwse preekkruis St Maughold Pillar Cross.
Het twaalfde-eeuwse doopvont is gemaakt van grijze splitsteen dat niet op het eiland gevonden wordt en vermoedelijk uit Ierland afkomstig is.
Aan de noordzijde van de begraafplaats, zo'n tien meter vanaf de ommuring, bevindt zich de Northern keeill, die west-oostelijk georiënteerd is. De kapel meet 4,7 meter bij 2,8 meter.  Binnen aan de oostzijde bevond zich het Hedin's Cross. Om de kapel heen bevond zich een aarden verhoging die aan de zuid- en westzijde nog herkenbaar is.
In de zuidoostelijke hoek van de begraafplaats bevindt zich de Eastern keeill, die west-oostelijk georiënteerd is. Deze kapel meet 6,4 meter bij 3,4 meter.  Nadat deze kapel in onbruik was geraakt, werd hier een waterput gemaakt.
In het midden van de begraafplaats staat de Middle keeill van 5,8 bij 3,5 meter groot en bij de hoofdingang bevindt zich de Western keeill. Deze twee kapellen zijn nooit archeologisch onderzocht.
Op de begraafplaats bevinden zich twee mausolea, namelijk het Spencer Mausoleum voor de arts John Henry Frederick Spencer die in 1850 overleed en het Christian Tommy Neddy Mausoleum voor een tak van de familie Christian (overlijdens van 1755 tot 1878).  Daarnaast veel grafstenen daterende van de eerste helft van de zeventiende eeuw tot en met de twintigste eeuw.

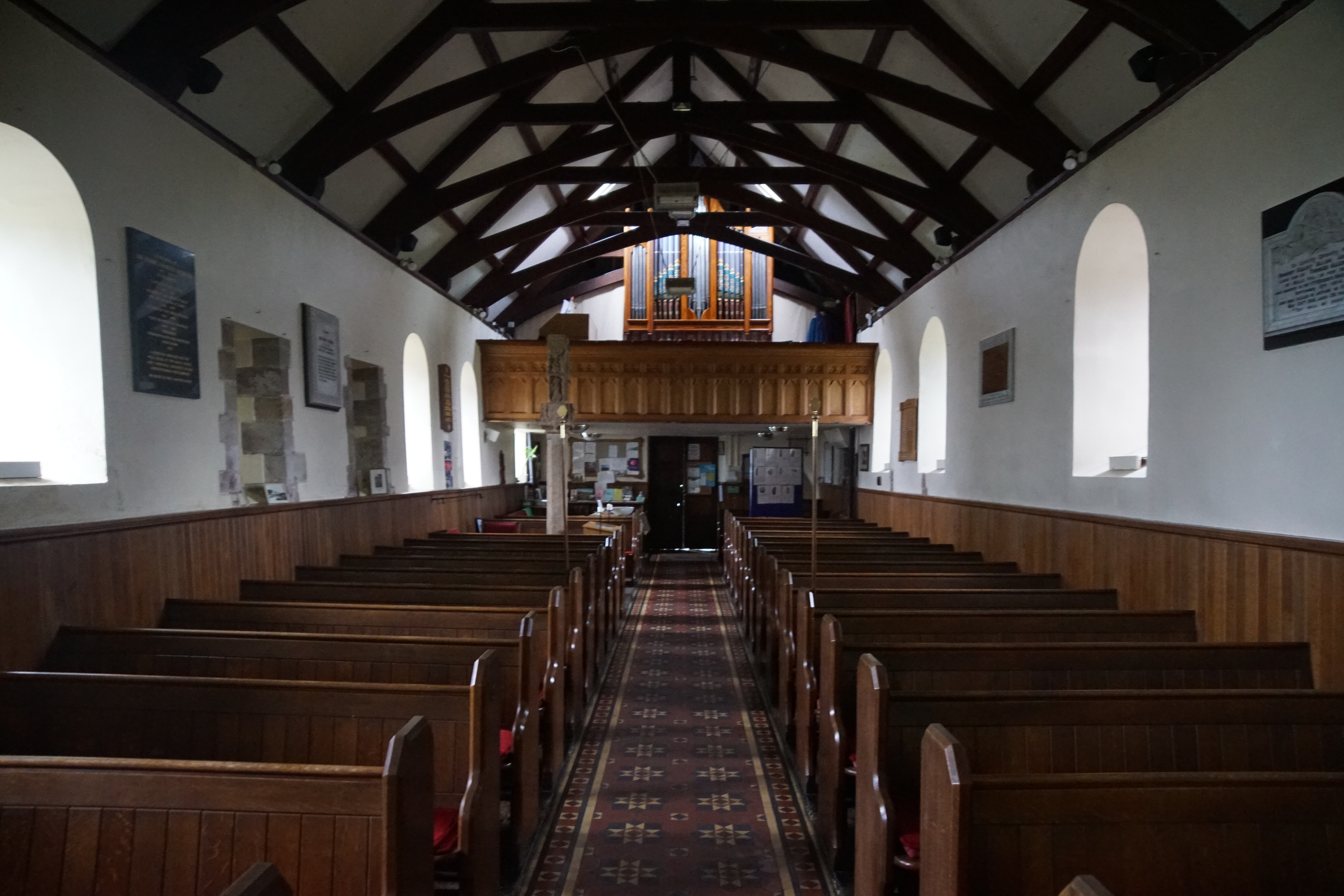
Interieur gezien naar het westen
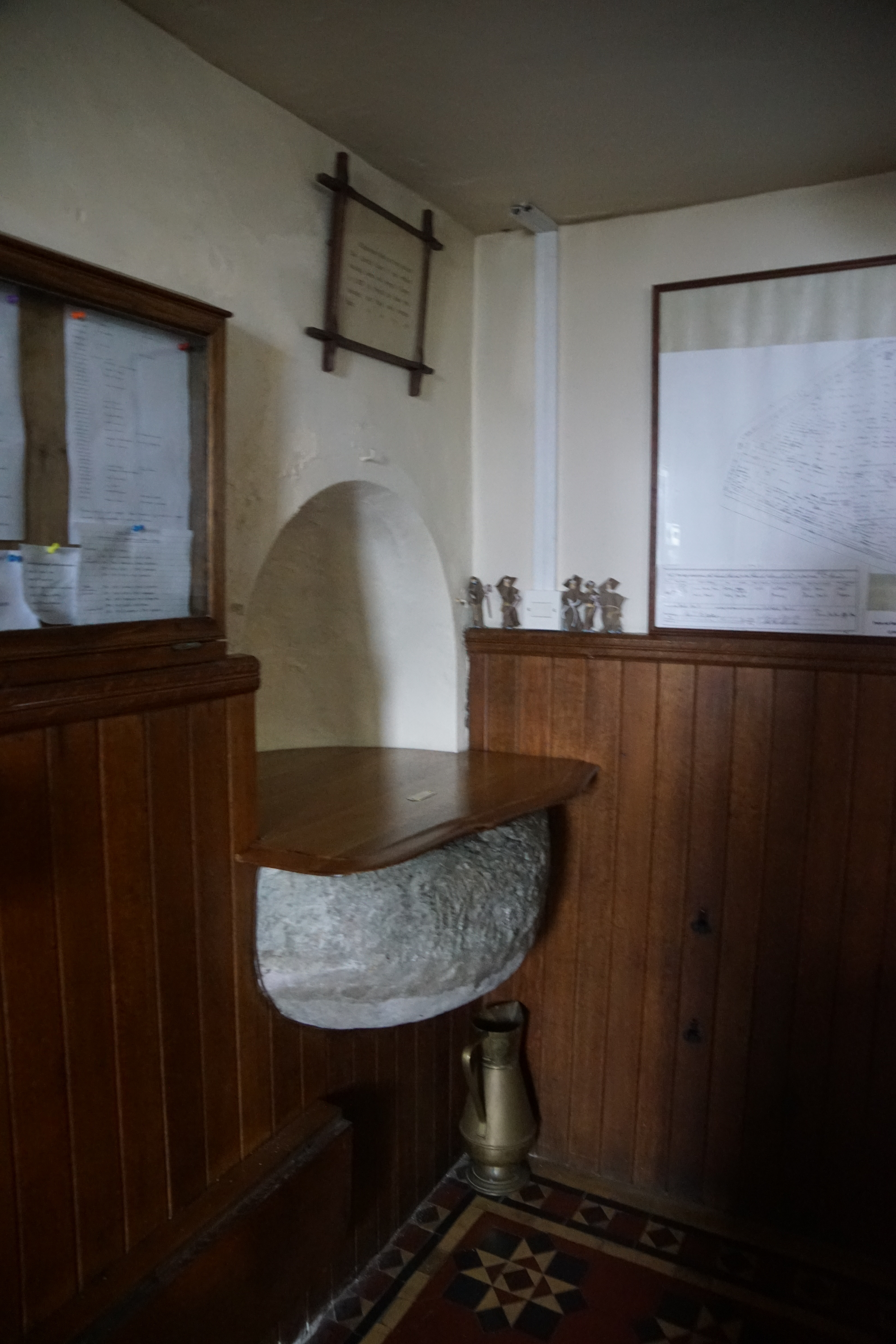
Doopvont
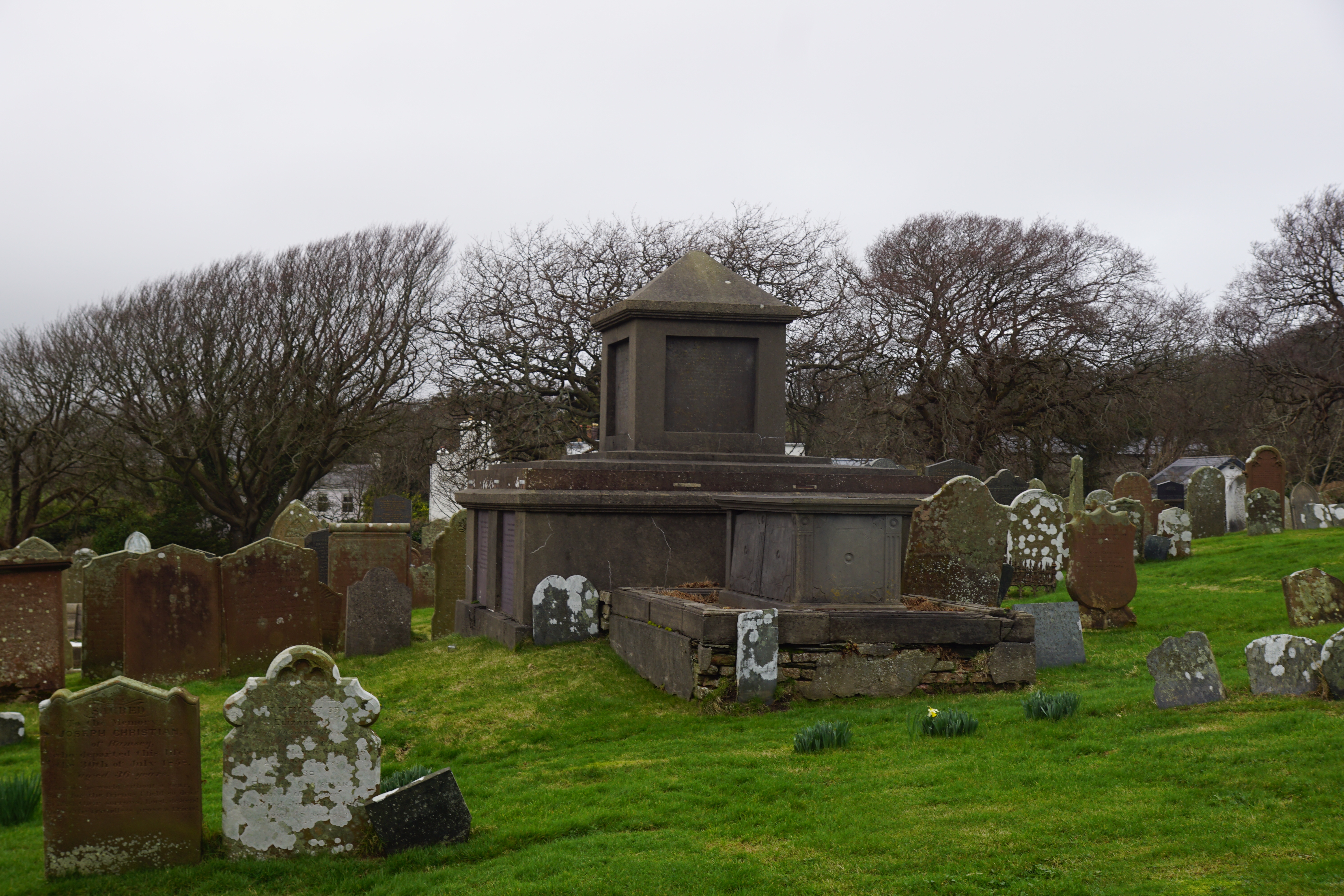
Spencer Mausoleum

### Kruisen

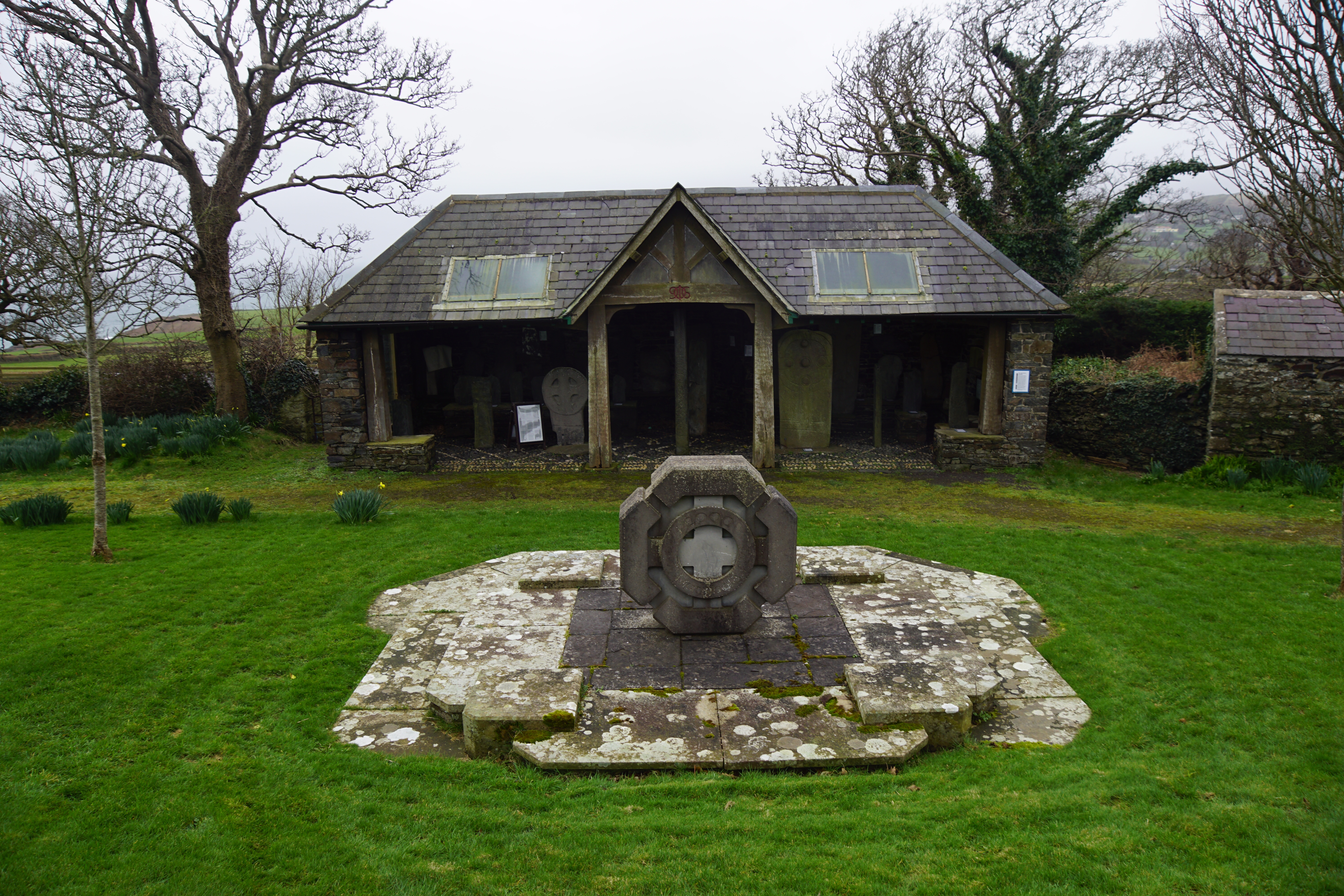
Het afdak met de middeleeuwse kruisen.

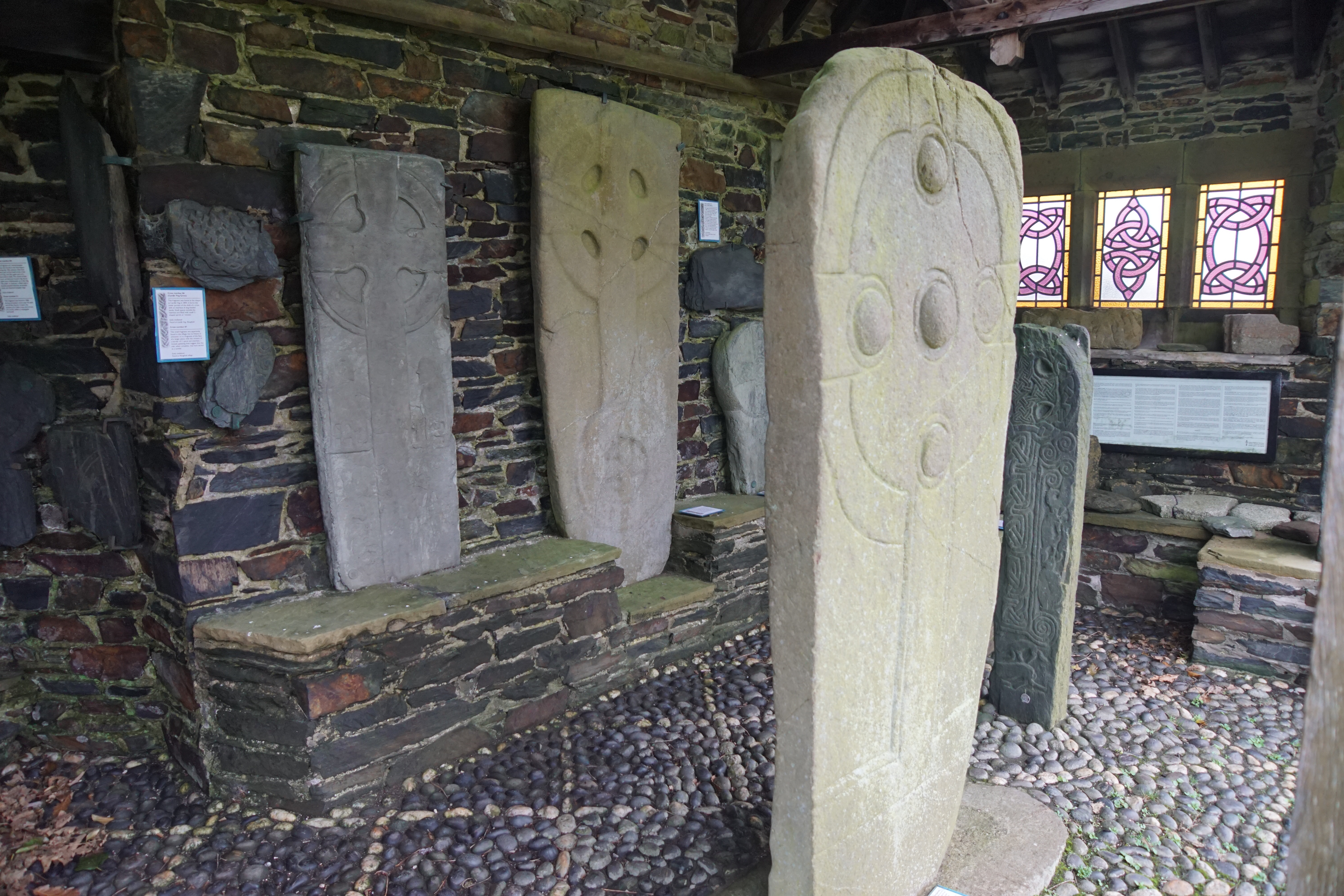
Kruisen onder het afdak.

Onder een afdak aan de zuidoostelijke kant van de begraafplaats bevinden zich een verzameling van Viking-grafkruisen uit de periode 500-1200. Deze zijn voor het grootste deel gevonden op de begraafplaats waar rond 500-600/800 een kloosternederzetting werd gesticht of in de kerk. Anno 2024 worden er 44 kruisen tentoongesteld. Volgens de nummering van de Manx National Heritage gaat het om de nummers 11, 21, 24, 32, 33, 39, 40, 41, 42, 43, 46, 47, 48, 51, 53, 54, 56, 57, 59, 68, 69, 70, 79, 80, 82, 84, 86, 87, 88, 89, 90, 91, 97, 98, 108, 114, 122, 133, 142, 144, 145, 149, 175 en 190. Er bevindt zich ook een replica van nummer 96, die anno 2024 in het Manx Museum staat.

#### Irneit's Cross
Nummer 47 staat ook bekend als Irneit's Cross. Het kruis dateert uit de late zevende of vroege achtste eeuw. Het kruis werd in de negentiende eeuw gevonden in de noordelijke muur van de kerk of op de begraafplaats. Aan de ene kant van het kruis staat een zesbladig motief omringd door concentrische cirkels. De inscriptie gebruikt veel afkortingen en zou zelfs grammaticale fouten kunnen bevatten. De tekst luidt vermoedelijk: (In de naam van Jezus) Christus, Irneit, heilige priester, Gods bisschop van het eiland en abt (In het Latijn: XPI NO[M]INE ITSPLI EPPS DE I[NN]SVLI... CBAT...G.).  Hieronder staan twee kleinere kruisen gekerfd, elk voorzien van het Chi-Rho-symbool. Bij elk kruis staat een inscriptie. Links staat Het beeld van het kruis van Christus en rechts staat In de naam van Jezus Christus.

#### Crux Guriat Cross
Nummer 69 staat ook bekend als het Crux Guriat Cross. Het kruis stamt uit de late achtste eeuw of negende eeuw. Het kruis in ieder geval in 1841 langs de weg nabij Port e Vullen, maar werd in 1894 bij de kerk geplaatst nadat het was omgevallen. Het kruis is afgebeeld met een dubbele cirkel en heeft bollen in reliëf op de vier armen en in het midden van het kruis. Het design is atypisch voor het eiland Man en wordt meer gevonden in Schotland. Rechts op de steen staat in Latijn de tekst Crux Guriat, te vertalen als het kruis van Guriat.

#### Sigurd Cross
Nummer 122 staat ook bekend als het Sigurd Cross. De steen dateert uit de late tiende eeuw en toont scenes uit de Volsung-cyclus. Dit kruis werd in 1901 in de muren van een huis in het zuiden van Ramsey gevonden en is incompleet. Aan de onderzijde is het gezicht van Loki te zien die stenen gooit naar een otter. Deze is naast Loki op de steen te zien met een vis is zijn bek.  Deze otter is een gedaantewisselend monster genaamd Otr die door Loki wordt gedood. De sage vervolgt met het feit dat de noorse goden compensatie hiervoor geven aan Fafnir, de broer van Otr. Die raakt vervuld van hebzucht en verandert in een draak. De draak wordt gedood door Sigurd, die daarna de schat van Fafnir op zijn paard Grani laadt. Het paard is herkenbaar hoger op de steen.  Op de andere zijde van de steen zijn allerlei versieringen afgebeeld.

#### Hedin's Cross
Nummer 142 staat ook bekend als het Hedin's Cross. Het kruis dateert uit de late elfde eeuw.  Dit kruis werd in 1913 gevonden in de noordelijke keeill (kapel), vermoedelijk niet op zijn originele positie.  Op beide zijden is een simpel kruis gekerfd. Aan een zijde is rechtsboven een vikingschip afgebeeld. Links staat in runen de tekst: Hedinn richtte dit kruis op als herinnering voor zijn dochter Hlif(childr).  Op de andere kant staat in runen de tekst: Arni heeft deze runen gekerfd.

#### Juan the Priest's Stone
Nummer 144 staat ook bekend als de Juan the Priest's Stone (Juan de priester-steen).De steen dateert uit de late twaalfde of vroege dertiende eeuw.  Deze steen werd in 1889 gevonden in de Cornaa Valley.  Wellicht was de steen afkomstig uit de kapel Corrony Keeill. De runen op de steen vertalen als Christus, Malachus en Patrick, Adamnan... Juan priester in Cornadale.  De vermelding van Sint Malachus, de bisschop van Armagh wijst erop dat de steen dateert van na diens dood in 1148. Dit is dusdanig vreemd dat het zou kunnen dat dit kruis (of enkel de rune-inscriptie) een vervalsing is uit de Victoriaanse tijd.

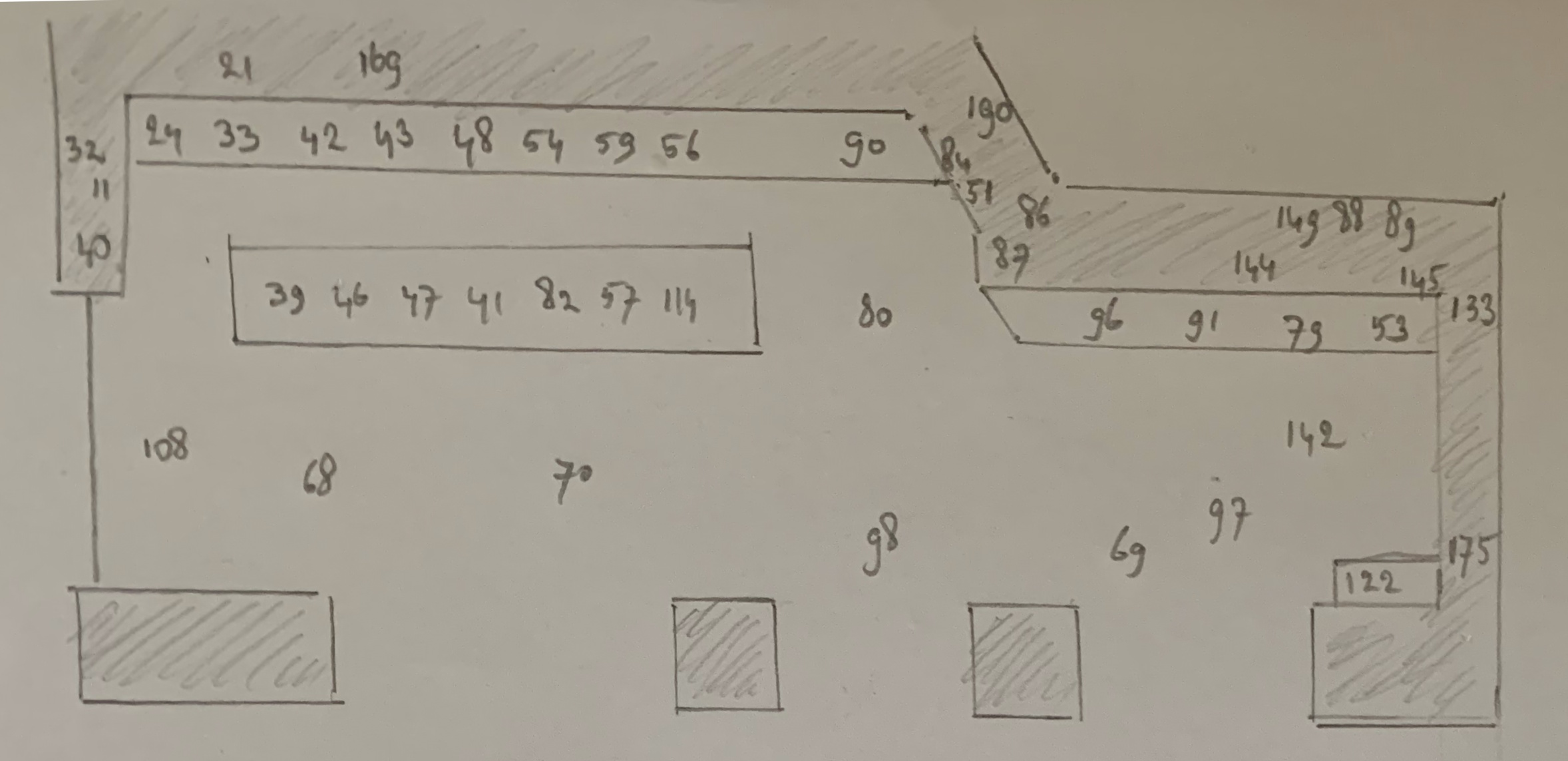
Locatie van de kruisen
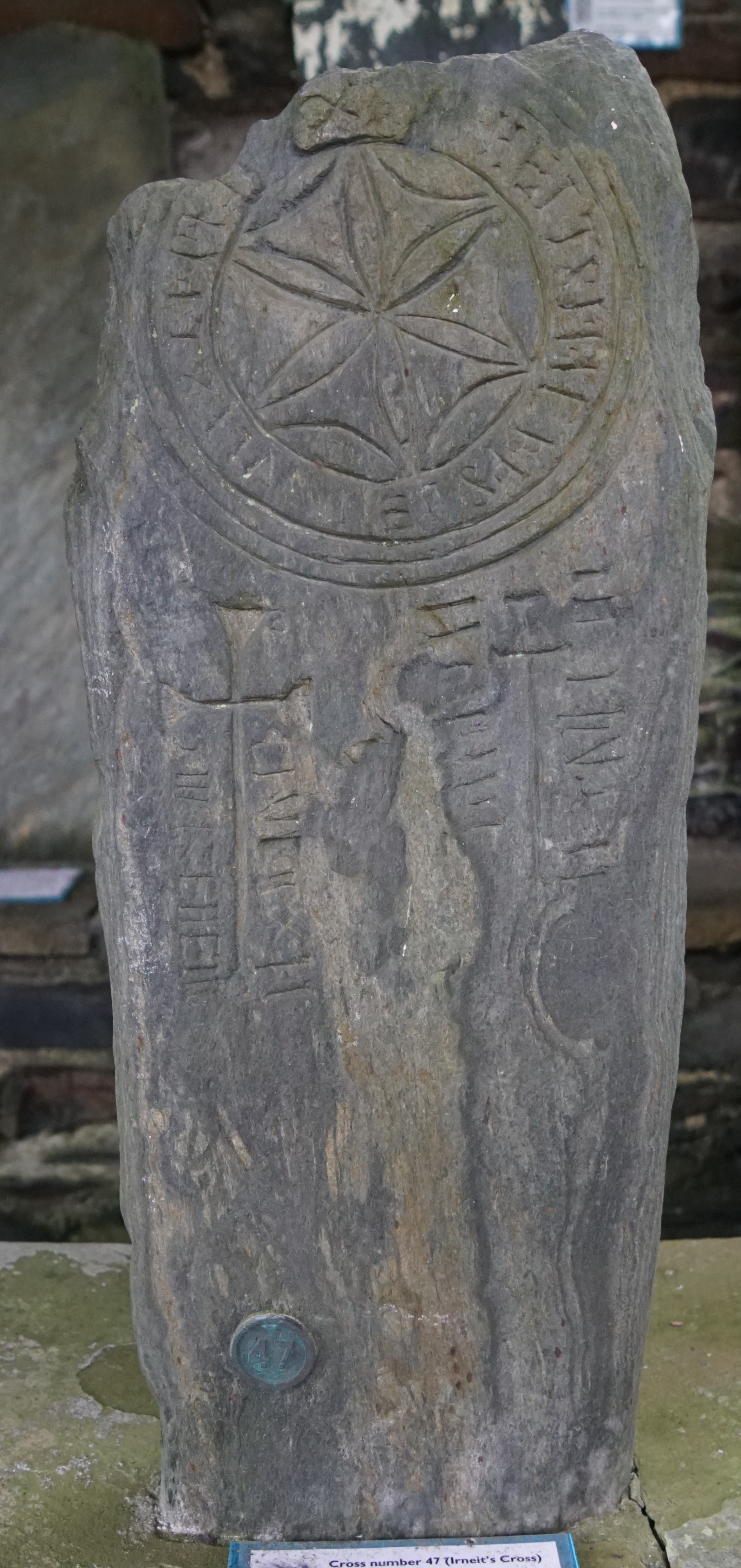
Irneit's Cross
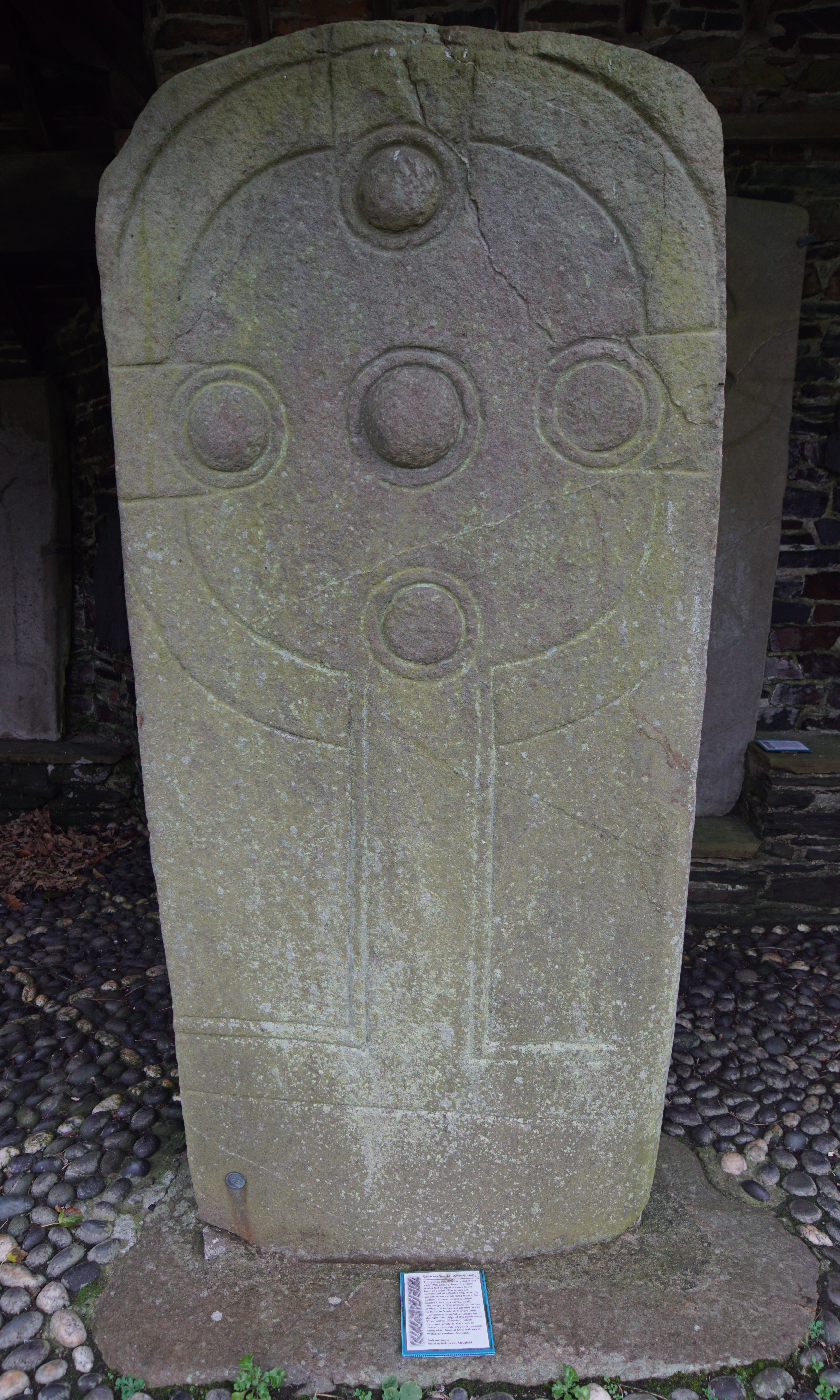
Crux Guriat Cross
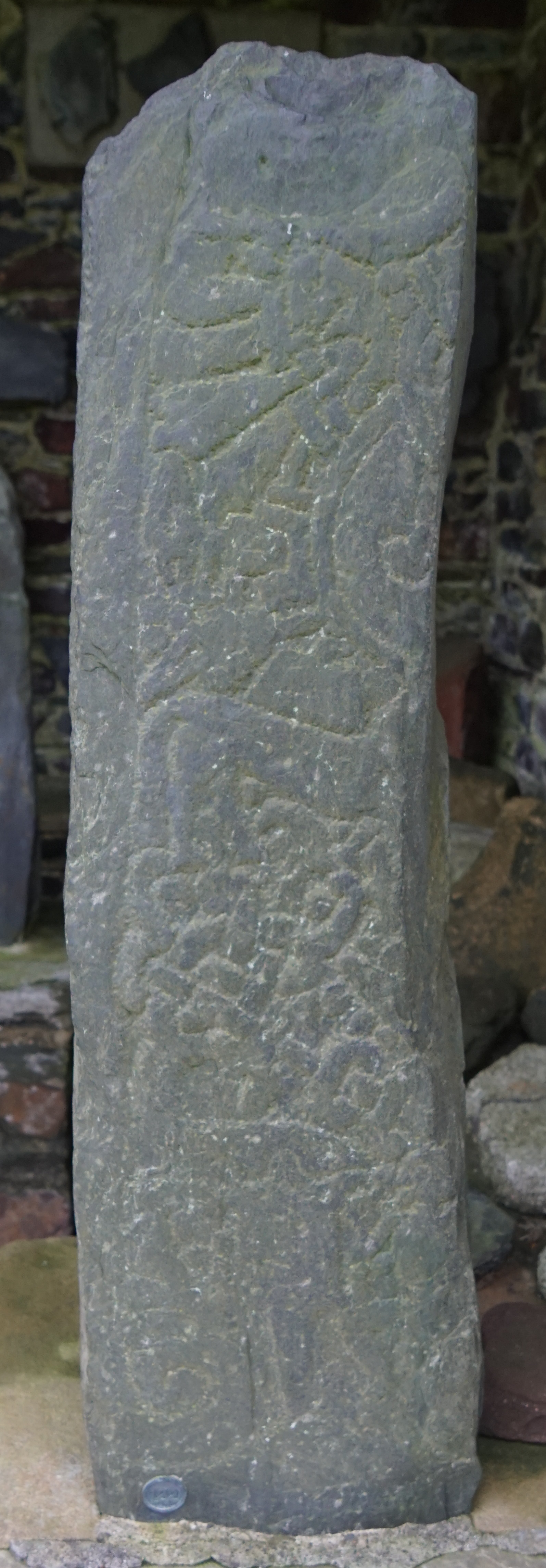
Sigurd Cross
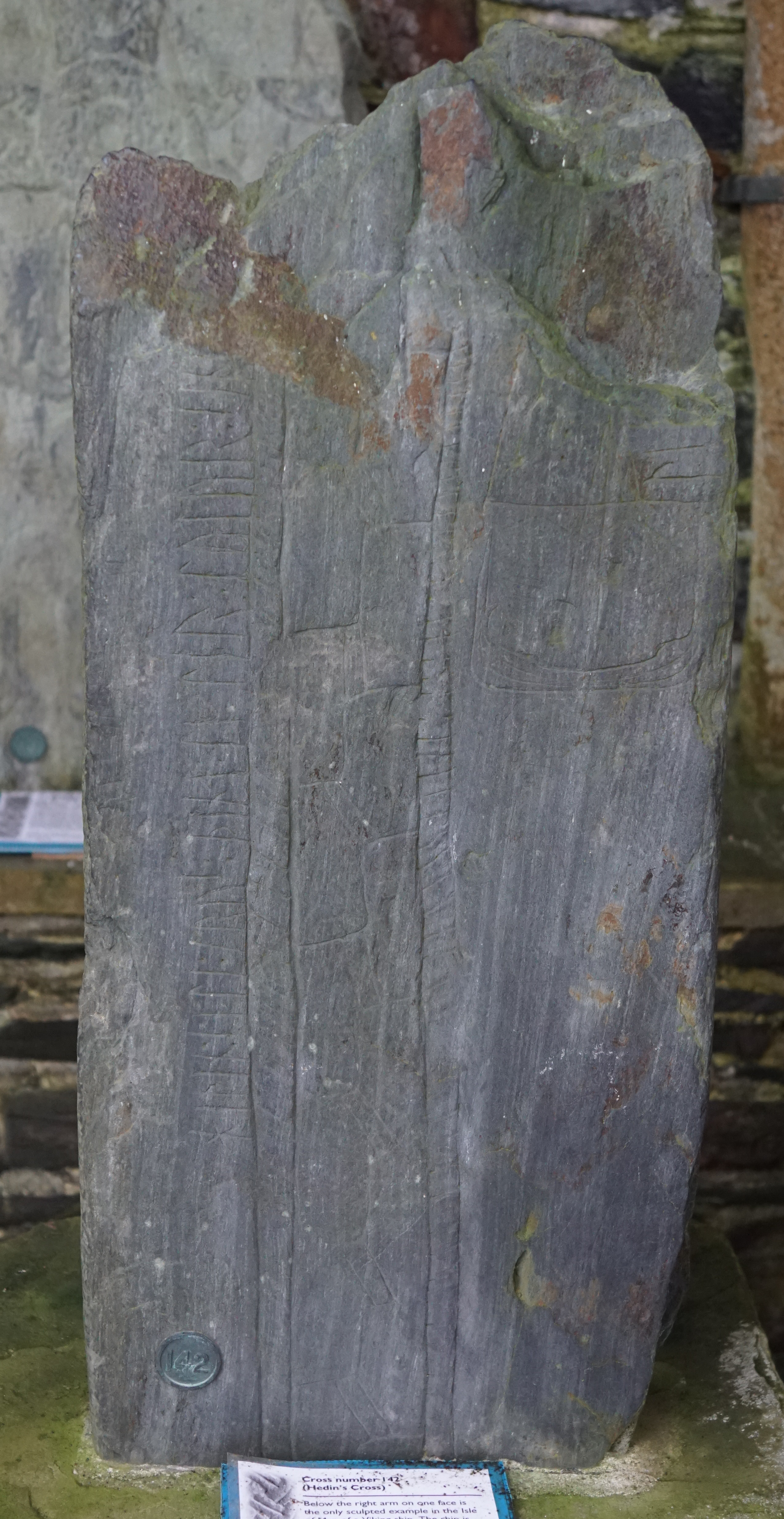
Hedin's Cross
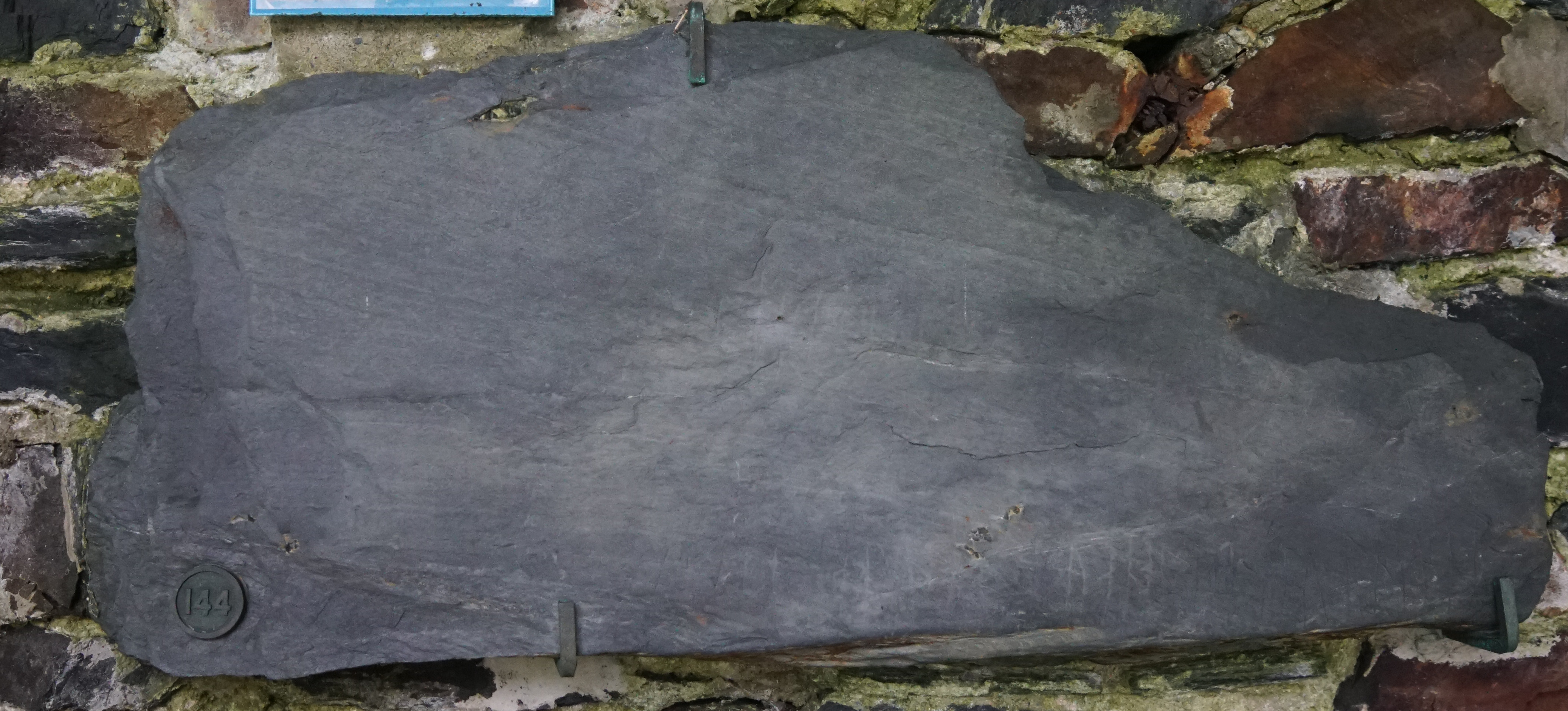
Juan the Priest's Stone